# IC 306
IC 306 је спирална галаксија у сазвјежђу Еридан која се налази на листи објеката дубоког неба у Индекс каталогу.
Деклинација објекта је - 11° 42' 57" а ректасцензија 3h 13m 0,2s. Привидна величина (магнитуда) објекта IC 306 износи 15,6 а фотографска магнитуда 16,3. IC 306 је још познат и под ознакама MCG -2-9-15, PGC 11985.